# Ein Fall für zwei: Irgendwann…
Irgendwann... ist der Titel der 50. Episode der Krimiserie Ein Fall für zwei mit Günter Strack und Claus Theo Gärtner in den Hauptrollen.

## Handlung
Der ehemalige Roadie Herbert Wiesner verstaut Dokumente in einem Bankschließfach und bittet den Rechtsanwalt Dr. Renz, den entsprechenden Schlüssel treuhänderisch aufzubewahren, bis er ihn in einige Tage später wieder abholen werde. Für den Fall, dass ihm etwas zustoße, soll Renz unter einer Telefonnummer in Hamburg einen gewissen Harald Branss diesbezüglich in Kenntnis setzen, der den Inhalt des Schließfachs dann abholen werde.
Telefonisch informiert Wiesner anschließend den Schlagersänger Dennis Cramer darüber, dass er Beweismaterial, welches diesen belastet, sicher verstaut habe. Er verlangt ein Schweigegeld. Die Managerin Sonja Holten gibt sich besorgt um Cramers Zustand nach dem Tod seiner Partnerin Gisela. Er gesteht ihr, dass er diese getötet habe und seitdem von Herbert Wiesner diesbezüglich erpresst werde. Giselas Leiche habe er gemeinsam mit ihm in einem verlassenen Bergbauschacht im Hunsrück versteckt. 
Während eines weiteren Telefonats zwischen Wiesner und Cramer am Abend wird Wiesner von zwei Unbekannten gezwungen, ihnen den Schlüssel zum Schließfach zu übergeben. Er teilt den beiden unter Zwang mit, dass der Schlüssel sich bei Renz befindet und wird anschließend von einer Brücke aus in den Main gestoßen, wo er verstirbt. Als Renz wenige Tage darauf davon Kenntnis erhält, informiert er wie besprochen den Mann in Hamburg, der sich als ein Journalist namens Harald Branss ausgibt. Renz und der Privatdetektiv Josef Matula begleiten diesen nach seinem Eintreffen in Frankfurt am Main zu der Bank, wo er den Inhalt des Schließfachs nach dem Vorzeigen seines angeblichen Personalausweises an sich nimmt. Matula bringt ihn anschließend zurück zum Flughafen, stellt allerdings fest, dass er gar nicht abfliegt. Als er Renz darüber informieren möchte, ist inzwischen der echte Harald Branss in dessen Kanzlei eingetroffen, nachdem zuvor ein Anschlag auf ihn verübt worden war. Am Vorabend war ihm zudem von zwei ihm unbekannten Männern sein Personalausweis abgenommen worden. Matula fertigt von den Aufnahmen der Überwachungskamera der Bank Fotos des falschen Harald Branss an. 
Dennis Cramer beabsichtigt, sein Management zu wechseln, da er eine internationale Karriere anstrebt. Nachdem er einen weiteren Erpresseranruf erhalten hat, berichtet er Sonja Holten davon. Harald Branss setzt ihn in einer Pressekonferenz gezielt unter Druck, indem er ihn nach der Rückkehr seiner Partnerin fragt. Renz befragt Holten bezüglich Herbert Wiesner und dessen vermeintlichem Wissen hinsichtlich eines Mordes. Sie verhindert, dass Renz auch mit Cramer spricht und bietet diesem anschließend Unterstützung bei der weiteren Vertuschung seiner Straftat an unter der Voraussetzung, dass er den Managementvertrag mit ihr verlängert.
Wiesners Mutter erkennt auf Fotos den Bandleader Dirk Teichert als denjenigen, der sie am Tag zuvor aufgesucht hatte und mit dem sie über ihren Sohn gesprochen habe. Renz sucht ihn daraufhin auf und stellt ihn zur Rede. Er streitet jedoch die Vorwürfe ab, in das Tötungsdelikt verwickelt gewesen zu sein.
Nachdem Holten Cramers Wohnung verlassen hat, sucht Matula diesen auf und berichtet von dem Päckchen im Bankschließfach, das der falsche Harald Branss an sich genommen hat. Cramer behauptet, diesen auf dem Bild der Überwachungskamera nicht zu erkennen, bittet allerdings darum, das Foto behalten zu dürfen. Am Abend verfolgt Matula Cramer zur Adresse eines gewissen Pit Wehrum, an der kurz nach Cramers Abfahrt auch Sonja Holten eintrifft. Wehrum übergibt ihr den Umschlag aus dem Schließfach und sie bezahlt ihn dafür. Matula stellt ihn daraufhin zur Rede.
Während eines Konzerts nimmt die Kriminalpolizei Sonja Holten im Auftrag von Renz und Matula fest. Sie habe den Auftrag erteilt, Herbert Wiesner umzubringen, nachdem dieser ihren Schützling Dennis Cramer erpresst habe. Anschließend habe sie Dirk Teichert beauftragt, Wiesners Mutter auszuhorchen. Sie habe mit dem dadurch erlangten Wissen anschließend indirekt die Erpressung fortgeführt, um damit zu erreichen, dass Cramer den Managementvertrag mit ihr aufrechterhält. Sie behauptet, der Tod Wiesners sei lediglich das Ergebnis einer Panne gewesen. Die Polizei zeigt sich damit einverstanden, dass Cramer sein Konzert beenden kann, bevor auch er schließlich wegen des Mordes an seiner Partnerin festgenommen wird.

## Hintergrund
Die Episode wurde überwiegend im Rhein-Main-Gebiet gedreht. Die Kulisse der Kanzlei von Dr. Renz befand sich im Hotel InterContinental Frankfurt. Eine Szene spielt in einer Telefonzelle im Bereich des Museumsufers. Dabei ist im Hintergrund die Turmspitze der Paulskirche zu sehen. Einzelne Einstellungen wurden vor dem Terminal 1 des Flughafen Frankfurt Main aufgenommen. In einer späteren Einstellung entsorgt Sonja Holten Beweismittel im Gleisvorfeld des Frankfurter Hauptbahnhofs.
Der Titelsong Irgendwann... wurde von Michael Reinecke komponiert und von Volker Lechtenbrink in seiner Rolle als Dennis Cramer interpretiert.